# Polyptychia ceronb
Polyptychia ceronb är en fjärilsart som beskrevs av Druce 1899. Polyptychia ceronb ingår i släktet Polyptychia och familjen tandspinnare. Inga underarter finns listade i Catalogue of Life.